# موريس سليم
موريس سليم (1954 في كفر شيما في لبنان -) سياسي لبناني، يشغل منصب وزير الدفاع الوطني في حكومة نجيب ميقاتي منذ العاشر من أيلول/سبتمبر 2021.
عميد ركن (متقاعد)، تبوأ مراكز قيادية عديدة في الوحدات الميدانية، وشغل وظائف كثيرة في الجيش، وهو مجاز في الأركان من كلية القيادة والأركان في الجيش الأمريكي، ومجاز في الحقوق من الجامعة اللبنانية.
وشغل سليم منصب رئيس الطبابة العسكرية في الجيش من أواخر العام 2008 حتى عام 2012، تاريخ تقاعده من الخدمة العسكرية.

## حياته العملية
بدأت مسيرته العسكرية التي دامت أربعين عامًا بتخرِّجه برتبة ملازم في اختصاص المدفعيَّة الميدانيَّة في 1 آب 1975، شغل مناصب قيادية وعمل في قيادة الوحدات الكبرى وفي أجهزة قيادة الجيش ورئاسة الجمهورية. حائز على الأوسمة التالية:

- وسام الاستحقاق اللبناني من الدرجة الثالثة

- وسام الاستحقاق اللبناني من الدرجة الثانية

- وسام الاستحقاق اللبناني من الدرجة الأولى

- وسام الأرز الوطني من رتبة فارس

- وسام الأرز الوطني من رتبة ضابط

- وسام الأرز الوطني من رتبة كومندر

- الوسام الحربي (4)

- وسام الجرحى

- وسام فجر الجنوب

- وسام الوحدة الوطنية

- وسام التقدير العسكري

- وسام مكافحة الإرهاب

تقاعد من الجيش في العام 2012.